# Esperemos que me las arregle (película)
Esperemos que me las arregle es una película del 1992 dirigida por Lina Wertmüller e interpretada por Paolo Villaggio. La película está basada en el libro homónimo de Marcello D'Orta.

## Argumento
El maestro Marco Tullio Sperelli fue transferido por error al colegio de Corzano cuando habría debido ir a Corsano. La mañana después ve que en la escuela falta disciplina: los niños dicen muchas vulgaridades, son casi todos pobres, la directora no sabe gestionar el colegio y el guardián no respeta su rol. Además el alcalde permite el trabajo de menores y el maestro está costreñido a recogerlos del trabajo uno a uno.
Mientras con gran esfuerzo busca desempeñar su profesión, un día entra un niño en clase con aspecto de camorrero, Rafael, que agrede verbalmente al maestro, que a su vez se enoja tirándole un cachetazo. Después de esto el maestro se arrepiente y decide no volver al colegio hasta su traslado. Esa misma noche  la madre de Rafael va a hablar al maestro rogándole de volver a colegio y quitar a su hijo de la calle. El maestro decide enviar una carta al ministerio para revocar la solicitud de traslado y quedarse en esa escuela, porque ha entrado en confianza con los niños, y se ha dejado convencer del hecho de que podía ayudarlos a solucionar sus difíciles situaciones.
Antes de las vacaciones de Pascua el maestro decide llevar sus alumnos en excursión al Palacio Real de Caserta; esa noche regresados al colegio, el maestro recibe una carta en la que se afirma que ha sido transferido de nuevo al norte. Desgraciadamente, aquella noche la madre de Rafael sufre un cólico renal, pero los hospitales pretenden cifras altísimas para la ambulancia y el maestro tiene el automóvil roto,  por lo que un contrabandista amigo de Rafael acompaña a la mujer al hospital.
Allí encuentran mucha gente muerta en los cuartos y en los pasillos y los enfermeros que no quieren trabajar, así pues el maestro se ve obligado a atemorizar a una monja enfermera para obligarla a poner una inyección a la madre de Rafael. La película finaliza con la partida del maestro. En la estación la clase saluda el maestro y Rafael le entrega un ensayo sobre su parábola preferida que el maestro leerá en viaje y que finalizará con la frase "Esperemos que me las arregle".

## Producción
A diferencia del libro homónimo, la película no está ambientada en Arzano, por razones de derechos de autor, porque Corzano, pueblo que en realidad se encuentra en la provincia de Brescia y no cerca de Nápoles, así como Corsano, el lugar donde Sperelli había hecho la solicitud de traslado, en realidad se encuentra en la provincia de Lecce y no en Liguria (en realidad, en un curioso trastocamiento de roles, existe también un Corsano, fracción de Tramonti, en la provincia de Salerno).
Inicialmente Lina Wertmüller había elegido Nápoles como ubicación de la película, pero apenas el elenco llegó a la capital campana fue cercada por algunos camorristas, que pretendían el 10% del presupuesto de la película para permitirle rodarla, la directora no aceptó juzgando los precios demasiado altos y trasladó el set de Nápoles a Tarento (el barrio antiguo ambienta la ciudad de Nápoles; Paolo Villaggio en la película se asoma ante el panorama de la Tarento vieja y se ve bien el Mar Piccolo. En la apertura la fábrica ILVA aparece filmada en corso Vittorio Emanuele II), y para algunas tomas también en Tivoli, San Giorgio a Cremano (en provincia de Nápoles) y en el Palacio Real de Caserta.
El haber filmado en Montecelio ha permitido a la directora insertar el mar en la película, cuestión que no está presente en el libro, visto que Arzano está situada en el interior campano. Las otras localidades en las cuales ha sido filmada la película son, en Puglia: la Estación de Altamura y el pueblo de Corato.